# X My Heart
X My Hearth (pronunciato Cross My Heart) è un singolo della cantante azera Aisel, pubblicato il 4 marzo 2018 su etichetta discografica K2id Productions.
Scritto da Tim Bran, Dimitris Kontopoulos e Sandra Bjurman, l'8 novembre 2017 Aisel è stata selezionata internamente dall'ente Ictimai TV come rappresentante azera per l'Eurovision Song Contest.. Il brano è stato presentato e pubblicato il 4 marzo 2018 e rappresenterà l'Azerbaigian all'Eurovision Song Contest 2018, a Lisbona, in Portogallo.
Il brano gareggerà nella prima semifinale dell'8 maggio 2018, competendo con altri 18 artisti per uno dei dieci posti nella finale del 12 maggio.

## Tracce
Download digitale
1. X My Heart – 3:02